# Johnny Mus
Johnny Mus (voorheen muziektheater DE KOLONIE) is een muziektheatergezelschap uit Antwerpen. Artistiek leider en multi-instrumentalist Bo Spaenc richtte het gezelschap op in 2008. De opzet van DE KOLONIE was acteurs en muzikanten samen te brengen om muziektheater te maken. Met een steeds wisselende cast van makers, spelers en muzikanten, vaak rond Spaenc en/of Peter de Graef maakt het twee soorten muziektheatervoorstellingen: enerzijds voor een publiek van volwassenen, anderzijds voor 4-plussers en hun familie. De uitvalsbasis van Johnny Mus is  c o r s o.
Vanaf 2023 is Mieke Laureys artistiek leider van Johnny Mus. Ze werkt er zelf ook als regisseur, actrice en coach.

## Producties
Voor volwassenen
- Cinema Retro (2010)
- Stanley (2011-2012)
- Begin (2012)
- Pia Madre (2013)
- Miranda (2014)
- Rudy (2014-2017)
- deWattman (2016-2017)

Voor kinderen vanaf 4 jaar oud
- Geen Spijt (2008-2009)
- Cinema Volum (2008-2009)
- Mijnheer Grijs (2009-2010)
- Raam (2010)
- Lap (2011-2012)
- ScattiWhatti (2013-2014)
- Umm (2014-2018)
- Hertehart (2015-2016)
- Onzen Held (2016-2017)
- Bizar (2016-2019)
- MannekeTAP (2017-...)